# Кривай (Липовляни)
Кривай (хорв. Krivaj) — населений пункт у Хорватії, у Сисацько-Мославинській жупанії у складі громади Липовляни.

## Населення
Населення за даними перепису 2011 року становило 307 осіб.
Динаміка чисельності населення поселення:

## Клімат
Середня річна температура становить 11,42 °C, середня максимальна – 25,91 °C, а середня мінімальна – -5,36 °C. Середня річна кількість опадів – 907 мм.
| Клімат поселення                              | Клімат поселення | Клімат поселення | Клімат поселення | Клімат поселення | Клімат поселення | Клімат поселення | Клімат поселення | Клімат поселення | Клімат поселення | Клімат поселення | Клімат поселення | Клімат поселення | Клімат поселення |
| Показник                                      | Січ.             | Лют.             | Бер.             | Квіт.            | Трав.            | Черв.            | Лип.             | Серп.            | Вер.             | Жовт.            | Лист.            | Груд.            |                  |
| Середній максимум, °C                         | 6,50             | 8,56             | 12,97            | 17,50            | 22,56            | 25,91            | 25,14            | 24,28            | 20,36            | 15,34            | 9,84             | 5,48             |                  |
| Середня температура, °C                       | 0,56             | 2,61             | 7,01             | 11,58            | 16,63            | 19,98            | 21,50            | 20,65            | 16,73            | 11,70            | 6,20             | 1,86             |                  |
| Середній мінімум, °C                          | −5,36            | −3,3             | 1,10             | 5,64             | 10,72            | 14,04            | 17,88            | 17,03            | 13,10            | 8,10             | 2,58             | −1,78            |                  |
| Норма опадів, мм                              | 57               | 52               | 62               | 75               | 81               | 94               | 83               | 87               | 77               | 82               | 88               | 69               |                  |
| Середньомісячна швидкість вітру, м/с          | 1.80             | 2.00             | 2.40             | 2.30             | 2.10             | 1.90             | 1.90             | 1.70             | 1.70             | 1.75             | 1.80             | 1.80             |                  |
| Середньомісячна сонячна радіація, кДж/м²·день | 4254             | 7024             | 10886            | 15307            | 19637            | 21785            | 22629            | 19795            | 14812            | 9019             | 4764             | 3490             |                  |
| --------------------------------------------- | ---------------- | ---------------- | ---------------- | ---------------- | ---------------- | ---------------- | ---------------- | ---------------- | ---------------- | ---------------- | ---------------- | ---------------- | ---------------- |
| Джерело:                                      |                  |                  |                  |                  |                  |                  |                  |                  |                  |                  |                  |                  |                  |